# Natalia Revuelta Clews
Natalia Revuelta Clews (geb. am 6. Dezember 1925 in Havanna, Kuba; gest. am 27. Februar 2015 ebenda) war eine kubanische Sozialistin, Geliebte von Fidel Castro und Mutter seiner Tochter Alina Fernández.

## Leben

### Frühes Leben
Die 1925 geborene Natalia Revuelta Clews war die Tochter von Natica Clews, der einzigen Tochter des um die Jahrhundertwende nach Kuba gekommenen Briten Acton Clews und Natalia Loreto Álvarez de la Vallina. Ihr Vater Manolo Revuelta arbeitete als Verwaltungsbeamter beim Straßenbauamt. Die Ehe der Eltern wurde 1929 geschieden. 1935 heiratete die Mutter ihren zweiten Ehemann Herbert Coll, einen leitenden Angestellten der US-amerikanischen Havana Electric Company.
Revuelta besuchte in Havanna die von US-Amerikanern geführte Ruston Academy in Havanna, ehe sie in den USA auf eine katholische Mädchenschule in Chestnull Hill, Pennsylvania ging und anschließend Wirtschaft am Marjorie Webster College in Washington, D.C. studierte. Mit 19 Jahren kehrte sie nach Kuba zurück, wo sie zunächst für die US-Botschaft und später bei der Ölgesellschaft Esso arbeitete, wo sie ein gutes Gehalt verdiente.
In der Literatur wird Revuelta stets als äußerst attraktive Frau und vielseits begehrte Frau beschrieben. „Blond, grünäugig, vollbusig und immer gut gelaunt, war Naty die Art von Frau, die Augen und Zungen zum Stillstand brachte, wenn sie einen Raum betrat“, schrieb Geyer in „Guerilla Prince“.  Nach einem schweren Blinddarmdurchbruch lernte die 22-jährige den fast zwei Jahrzehnte älteren, angesehenen Kardiologen Orlando Fernández kennen. Das Paar heiratete 1948, im Folgejahr kam Tochter namens Natalí 'Nina'. Obgleich Revuelta finanziell nicht darauf angewiesen war – durch die Arbeit ihres Mannes gehörte die Familie zur oberen Mittelschicht – arbeitete sie weiter bei Esso. Sie führte ein gutbürgerliches Leben, wurde eine feste Größe in Havannas sozialer Szene, gehörte dem Havana Country Club an, nahm an wöchentlichen Bridge- und Tennisturnieren teil und aß oft in einem Yachtclub zu Mittag. Gleichwohl, so Revueltas Biografin Wendy Gimbel, war Revuelta ruhelos. Ihr bürgerliches Leben erfüllte sie genauso wenig wie ihre Ehe und ihre Mutterschaft.

### Erstes politisches Wirken
Nach Revueltas eigener Aussage, die ihre Tochter Alina Fernández wiedergibt, erfuhr sie ihr politisches Erweckungserlebnis mit dem Mord an einem Jungen, der von Männern des späteren Diktators Fulgencio Batista ermordet und zerstückelt worden sein soll. Revuelta habe erstmals das Leid der einfachen kubanischen Bevölkerung wahrgenommen. Obwohl der Großteil der kubanischen oberen Mittelschicht, zu der auch sie gehörte, Batista unterstützte, näherte sich die junge Revuelta zunächst Eduardo Chibás und seiner Partei Partido del Pueblo Cubano (auch Orthodoxe Partei) an. Nachdem Chibás 1951 in einer Radiosendung Suizid beging, fuhr Revuelta zum Sender, was sie als erneutes Erweckungs- und Schuldgefühlerlebnis beschreibt, das sie in den politischen Aktivismus führte. Sie ließ drei Kopien ihres Hausschlüssels erstellen und ließ sie den drei wichtigsten Vertretern der Orthodoxen Partei zukommen, darunter Fidel Castro. Nach Batistas Staatsstreich am 10. März 1952 schloss sich Revuelta dem Verband der Martianischen Frauen an, einer anti-imperialistischen Vereinigung, die sich an den Grundsätzen des kubanischen Nationalhelden José Martís orientierte. Am 27. November 1952 lernte sie auf einer Demonstration Fidel Castro kennen, der Eduardo Chibás als Führer der Partido del Pueblo Cubano nachgefolgt war. Im März 1953 erlitt Revuelta eine Fehlgeburt, etwa zeitgleich meldete sich Castro und bat um ein Treffen, woraufhin sie und ihr Mann ihn zu einem Abendessen einluden, bei dem Castro seine politischen Ideen erläuterte. Das Paar gab Castro Geld. Castro kam zunehmend häufiger zu Besuch.

### Rolle beim Sturm auf die Kaserne von Moncada 1953
Revuelta unterstützte Castros Widerstandsbewegung mit Geldspenden und aktiver Arbeit; nach Aussage gegenüber ihrer Tochter, versteckte sie auch Waffen in ihrem Haus unter einem Zwischenboden und hatte ihren Schmuck versetzt, um Waffen zu kaufen. Ebenso war sie über den bevorstehenden Angriff auf die Kaserne von Moncada am 26. Juli 1953 vorab informiert und sollte in Havanna die revolutionäre Proklamation übermitteln, nachdem die Rebellen die Kaserne erfolgreich eingenommen hatten. Die Quellen schwanken über die Art der Übermittlung. Während Alina Fernandez schreibt, ihre Mutter habe nur Flugblätter verteilen sollen, ist die allgemeine Auffassung – die auch Revuelta wiedergibt, dass sie das Manifest an die wichtigsten Radiosender der kubanischen Hauptstadt übermitteln sollte. Anderen Quellen nach sollte Revuelta mit einer Gruppe von Mitstreitern einen Radiosender gewaltsam besetzen. Der Angriff scheiterte und 69 Mitglieder starben. Revuelta schaffte es rechtzeitig abzutauchen und unentdeckt zu bleiben.

### Liebschaft mit Fidel Castro 1954–1955
Fidel Castro wurde zu 15 Jahren Haft verurteilt. Vor dem Aufstand hatte er Revuelta im Falle eines Scheiterns gebeten, sich sowohl um ihn als auch um seine Frau Mirta Díaz-Balart und seinen Sohn Fidelito zu kümmern. Castro und Revuelta begannen einen intensiven Briefwechsel, in dem sich letztlich ihre Liebe gestanden. Schließlich vertauschte der Gefängniszensor irrtümlich Castros Briefe an Revuelta und Díaz-Balart, wodurch diese den Brief der jeweils anderen erhielten. Letztere erfuhr so, dass ihr Ehemann eine andere Frau liebte und konfrontierte damit Revuelta. Díaz-Balart ließ sich 1955 von Castro scheiden, doch war die Beziehung nicht der ausschlaggebende Grund; auch Castro wollte die Scheidung, da er das Verhalten seiner Frau gegenüber dem Batista-Regime als Verrat empfand.
Zur Frage, ob Revuelta ihren Mann über ihre Liebe zu Fidel informierte, sind die Quellen widersprüchlich. Alina Fernández behauptet, ihre Mutter habe ihren Mann informiert, in Fidel verliebt zu sein, dass aber noch nichts zwischen ihnen geschehen sei, weshalb Revueltas Ehemann sich nicht scheiden ließ. Anders stellt dies Revuelta dar, die für sich in Anspruch nimmt, gegen ihr Ehegelübde nicht verstoßen zu haben, da sie damals von ihrem Mann getrennt gelebt habe, wenngleich beide weiter im gleichen Haus wohnten. Ihr Mann habe aber erst 1955 durch ihre Schwangerschaft von der Beziehung zu Fidel erfahren.
Nach Castros Entlassung aus dem Gefängnis verbrachte er rund zwei Monate in Freiheit und in Havanna, ehe er ins Exil nach Mexiko ging. Revuelta schlief mehrfach mit Castro in dieser Zeit. Die Gründung der Bewegung des 26. Juli am 12. Juni 1955 soll im Beisein von Revuelta erfolgt sein. In Mexiko erfuhr Castro von Revueltas Schwangerschaft. Die gemeinsame Tochter Alina kam am 19. März 1956 zur Welt und bekam den Nachnamen des eingeweihten Stiefvaters Orlando Ferández. Zeitgleich zu Revuelta hatte Castro jedoch noch weitere Liebschaften gehabt, aus zweien gingen Kinder hervor, die ebenfalls im Jahr 1956 zur Welt kamen. María Laborde gebar den Sohn Jorge Ángel; Micaela Cardoso eine Tochter namens Francisca „Panchita“ Pupo. Während die Zahl der Briefe Castros an Revuelta abnahmen, wurden gleichzeitig Gerüchte über eine Beziehung zu einer neuen Frau lauter. Nach Castros Rückkehr nach Kuba und dem Beginn seines Guerilla-Krieges in der Sierra Maestra meldete sich Castro bei Revuelta erst wieder 1957. Gemäß Revuelta habe sie danach bis Anfang 1959 keinen Kontakt mehr zu Castro gehabt, Alina Fernández bestreitet dies. Nach dem Sieg der Kubanischen Revolution besuchte Castro bis zu einem heftigen Streit mit Revuelta, sie und seine Tochter Alina beinahe täglich. Die Liebesbeziehung selbst soll nicht fortgesetzt worden sein, wenngleich Alina Fernández in ihren Memoiren zumindest Andeutungen in diese Richtung macht.

### Leben im post-revolutionären Kuba
Im Januar 1959 ließen sich Revuelta und ihr Ehemann Orlando Fernández scheiden. Laut Revuelta habe sie das Sorgerecht für die gemeinsame Tochter Natalí bekommen, gleichwohl habe diese unter der Woche bei ihrem Vater gelebt. 1960 wurde Revuelta durch die Verstaatlichung von Esso arbeitslos und fand nach sechs Monaten eine Stelle in einer Krankenhausverwaltung.
Nach Alina Fernandez gab ihre Mutter sich als Angehörige der oberen Mittelschicht hingebungsvoll den neuen Vorstellungen und gesellschaftlichen Realitäten der Revolution hin. Sie entsagte dem bürgerlichen Lebensstil und vermachte sogar das große Haus der Familie dem Staat, woraufhin sie mit ihrer Familie in eine kleine Wohnung einzog. Während der Rest ihrer Familie bitterlich gelitten habe, sei Revuelta trotz der Entbehrungen aufgeblüht. 1961 ging Fernández in die USA und Natalí entschied sich später bei ihm zu bleiben. Bis 1982 sah Revuelta ihre erste Tochter nicht wieder. Sie blieb mit ihrer zweiten Tochter Alina in Kuba zurück. Castro kümmerte sich um die beiden und gab ihnen ein neues Haus in Miramar.
Nach der Kuba-Krise schickte Castro Revuelta mit ihrer Tochter für zwei Jahre nach Paris, wo sie nach eigener Aussage organische Chemie studieren sollte. Laut Alina Fernández hingegen habe Castro auf Betreiben seiner neuen Lebensgefährtin Celia Sánchez Revuelta als Sekretärin der kubanischen Botschaft nach Frankreich geschickt, wo sie in Wahrheit Industriespionage betreiben sollte – auch unter Einsatz erotischer Talente. Ihre Tochter, inzwischen im Grundschulalter, kam zunächst in ein Internat, wurde später jedoch nach Kuba zurückgeschickt, die Mutter folgte fünf Monate später.
1965 wurde Revuelta durch Castros Einwirken Leiterin der Bibliothek des Centro Nacional de Investigaciones Científicas (CNIC), des nationalen Wissenschafts- und Forschungszentrums, wo sie bis 1973 tätig war. In dieser Zeit begann sich Castro von Revuelta und seiner Tochter zunehmend zu distanzieren. Eine etwa zeitgleich eingegangene neue Ehe wurde nach bereits einem Jahr wieder geschieden.
Von 1973 bis zu ihrer offiziellen Pensionierung im Jahr 1980 arbeitete Revuelta als Beamtin im Bereich Außenhandel. Von diesem Jahr an bis 1994 arbeitete sie freiwillig im Kulturministerium.

### Spätes Leben und Tod
Nachdem Alina Fernández 1993 aus Kuba ins Exil in die USA geflohen war und dort als scharfe Kritikerin ihres Vaters auftrat, schien sich die Beziehung des Regimes gegenüber Revuelta zu verschlechtern. Revuelta erzählte rückblickend, dass sie sich oft vom Regime ausgelassen, einsam und isoliert fühlte. Zu ihrer Tochter hielt Revuelta Kontakt.
2008 gab die bereits 83-jährige Revuelta der spanischen Tageszeitung La Vanguardia ein längeres Interview, um „reinen Tisch“ zu machen. Revuelta behauptet, sie habe gegenüber Castro nie einen Groll gehegt, weil sie letztlich nicht seine Frau wurde und die Beziehung endete. Castro habe sein revolutionäres Projekt stets über sein Privatleben gestellt. Sie habe viele Jahre gebraucht, um Castro aus ihrem Herzen und ihrem Kopf zu bekommen, doch respektiere sie ihn noch immer, was sich bis zum Ende ihres Lebens nicht ändern werde.
Revuelta starb am 27. Februar 2015 in ihrem Haus in Havanna, nachdem sie nach einem Sturz längere Zeit krank gewesen war. Ihre Leiche wurde in einer privaten Familienzeremonie eingeäschert.

## Wissenswertes
Natalia Revueltas Tochter, Alina Fernández, zeichnet in ihren 1997 im spanischen Exil erschienenen Memoiren, von ihrer Mutter das Bild einer Fee-gleichen über den Dingen schwebenden ideologisch-fanatischen Anhängerin der Kubanischen Revolution: „Für meine Fee war die Ideologie ein Vergnügen.“
Das Verhältnis ihrer Mutter zu Celia Sánchez beschreibt Alina Fernández als von Eifersucht gegenüber der Rivalin geprägt; da sich Revuelta weiterhin zu Castro hingezogen gefühlt habe.

## Hintergründe zur Faktenlage
Eine wichtige Quelle für Informationen über Natalia Revueltas Leben sind die 1997 erschienenen Memoiren ihrer Tochter Alina Fernández, auf die schwer verzichtet werden kann. Gleichwohl müssen diese mit großer kritischer Distanz und Skepsis betrachtet werden, da die enthaltenen Informationen bis zu zwei Filter der Subjektivität durchlaufen. Der erste Filter ist Alina Fernández selbst, die 1993 ins Exil ging und seither als anti-kommunistische Aktivistin in Erscheinung tritt und entsprechend mit offener Antipathie über ihre Mutter, die Familie Castro und das Regime ihres Vaters schreibt. Der zweite Filter ist Natalia Revuelta, von der Fernandez einige Erzählungen wiedergibt, die – sofern unverfälscht – ebenfalls aus einer subjektiven Sicht über ihre Beziehung zu Castro erzählt. Es besteht daher das Risiko von Übertreibungen oder Verzerrungen, bis hin zu vorsätzlichen Falschaussagen und tatsächlich liegen Schilderungen von Revuelta und ihrer Tochter mitunter teils weit auseinander. Ebenfalls zu erwähnen ist, dass Alina Fernández nach einer Klage ihrer Tante Juanita Castro – die bereits 1964 selbst ins Exil ging – im Jahr 2005 in Spanien juristisch wegen Verleumdung und Diffamierung verurteilt wurde, aufgrund von Passagen in ihren Memoiren über ihre Tante und ihre Großeltern.

## Weiteres
In der 2002 erschienen dokumentarischen Fernsehspielserie Fidel & Che wurde Revuelta von Margarita Rosa de Francisco dargestellt. Im Gegensatz zu den Schilderungen von Alina Fernández beginnt Castros Liebesbeziehung mit Natalia Revuelta hier schon vor dem Sturm auf die Kaserne von Moncada im Jahr 1953, und Fidel erfährt noch vor seinem Exil auf Kuba von Revueltas Schwangerschaft.